# تالاميلو
تالاميلو (بالإيطالية: Talamello)‏ هي بلدية في مقاطعة ريميني في إقليم إميليا رومانيا في إيطاليا.

## السكان
في سنة 1861 بلغ عدد السكان 922 نسمة، وتطور العدد ليصل في سنة 2011 لـ 1٬060 نسمة.
يظهر هذا المخطط البياني تطور النمو السكاني لـ تالاميلو